# Батисфера
Батисферата (от гръцките думи βάθος - „дълбок“ и σφαίρα - „кълбо“) представлява сферична дебелостенна стоманена камера за дълбоководни изследвания, която се спуска от кораб чрез стоманено въже.
Първата батисфера е конструирана през 1930 г. от Отис Бартън и Уилям Бийб. След като първата версия на батисферата се оказва прекалено тежка, за да е практична, последната по-лека конструкция се състои от куха сфера с диаметър метър и половина и стоманени стени с дебелина 2,54 см (1 инч). Има илюминатори с дебелина от 7-8 см (3 инча), направени от матиран кварц, който е най-здравият сравнително прозрачен материал, с който Бартън и Бийб разполагат. Входният люк на батисферата има тегло от 180 kg и бива затворен с болтове преди спускането. Кислород се получава от цилиндричен резервоар под високо налягане.